# La Guérinière

La Guérinière este o comună în departamentul Vendée, Franța. În 2009 avea o populație de 1,488 de locuitori.